# Nine (Portugal)
Nine ist eine portugiesische Gemeinde (Freguesia) im nordportugiesischen Kreis Vila Nova de Famalicão. In ihr leben 3019 Einwohner (Stand 19. April 2021).
Der Ort liegt am Rio Este. Er ist Knotenpunkt der Eisenbahnstrecken Linha do Minho und Ramal de Braga.

## Bauwerke
- Quinta de Nine
- Ponte de Coura